# Salvatore Nunnari
Salvatore Nunnari (Reggio Calabria, 11 giugno 1939) è un arcivescovo cattolico italiano, dal 15 maggio 2015 arcivescovo emerito di Cosenza-Bisignano.

## Biografia
Nasce a Reggio Calabria, capoluogo di provincia e sede arcivescovile, l'11 giugno 1939.

### Formazione e ministero sacerdotale
Compie gli studi ginnasiali nel seminario arcivescovile di Reggio Calabria e nel seminario regionale Pio XI della stessa città.
Il 12 luglio 1964 è ordinato presbitero a Reggio Calabria dall'arcivescovo Giovanni Ferro.
Frequenta la facoltà teologica Ignatianum della Compagnia di Gesù di Messina e consegue con lode la licenza in teologia pastorale. Inizia ben presto anche l'attività giornalistica, intesa anch'essa come servizio ai fondamenti della fede cattolica, diventando pubblicista e Consigliere Nazionale della Federazione Nazionale della Stampa Italiana per dodici anni, vicepresidente dell'Ordine dei giornalisti della Calabria e conferenziere.
Appena dopo l'ordinazione è nominato come vicario cooperatore nella parrocchia di santa Maria del Divin Soccorso, dove opera fino al 1975, mentre insegna anche religione nelle scuole medie statali.
Nel 1970 diventa assistente diocesano del Movimento Studenti di Azione Cattolica, dove è impegnato fino al 1972, quando riceve l'incarico di segretario del Consiglio presbiterale dell'arcidiocesi di Reggio Calabria-Bova.
Durante la stagione dei moti di Reggio, dal luglio del 1970 al febbraio 1972, legata alla sollevazione popolare causata dall'istituzione della Regione Calabria ed alla diatriba sul capoluogo di regione tra Reggio e Catanzaro, è vice-parroco della parrocchia di santa Maria del Soccorso, nel quartiere di Sbarre. Insieme all'arcivescovo Giovanni Ferro, è vicino ai giovani cattolici della comunità ecclesiale reggina coinvolti negli avvenimenti e svolge funzione di moderazione e invito al confronto pacifico e democratico con le autorità nazionali, anche attraverso una ricca produzione giornalistica.
Nel 1975 viene nominato coadiutore della parrocchia di Santa Maria del Divin Soccorso, rimanendovi fino al 1983, mentre è anche consigliere provinciale della Coldiretti.
Nel 1983 diventa parroco della parrocchia di Santa Maria del Divin Soccorso, che guida fino al 1999, ricoprendo nel frattempo gli incarichi di presidente della Commissione per la pastorale per il lavoro e per i problemi sociali e quello di vicario episcopale per il coordinamento della pastorale diocesana.

### Ministero episcopale

#### Arcivescovo di Sant'Angelo dei Lombardi-Conza-Nusco-Bisaccia

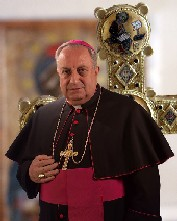
Salvatore Nunnari

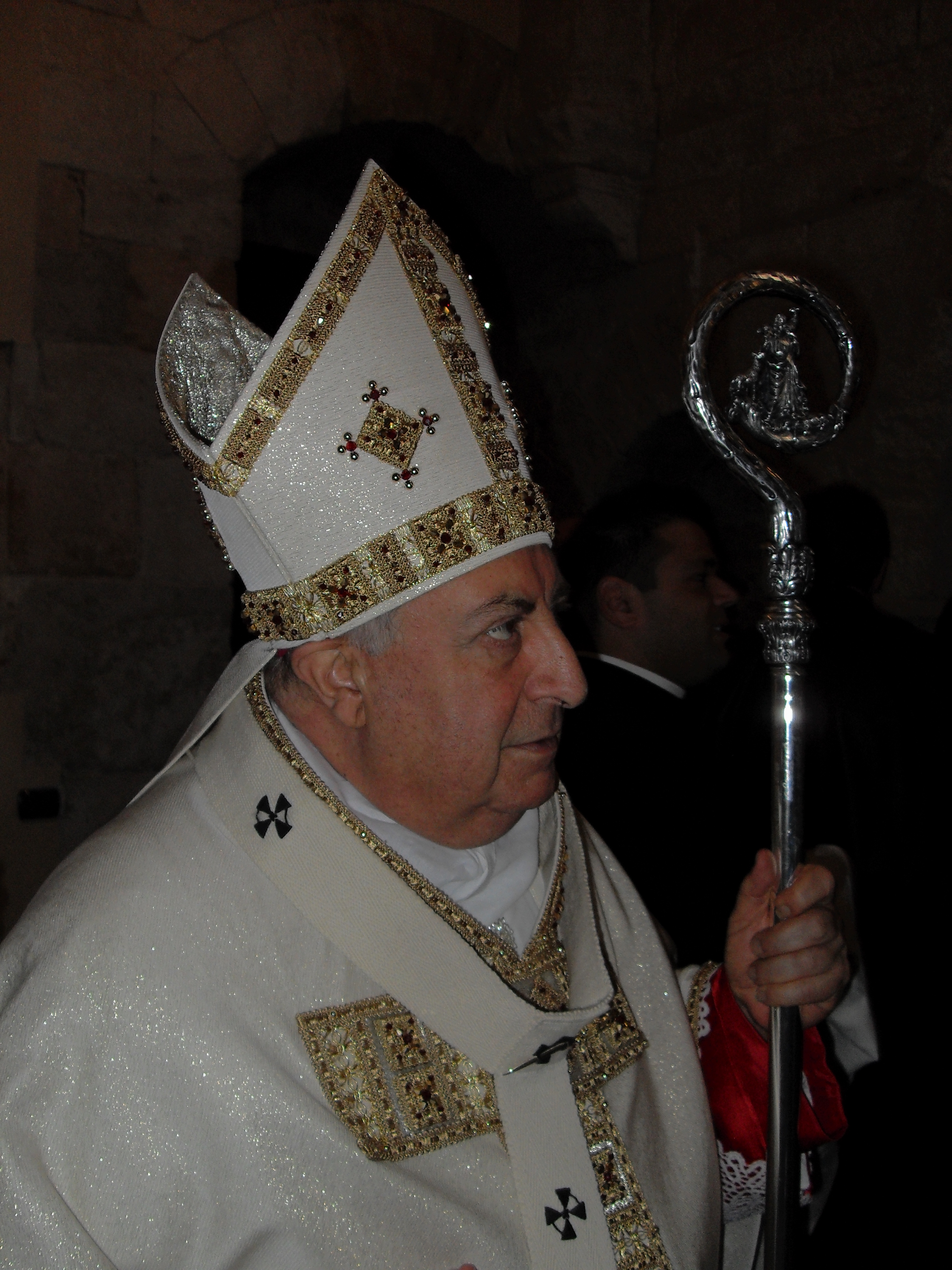
Salvatore Nunnari

Il 30 gennaio 1999 papa Giovanni Paolo II lo nomina arcivescovo di Sant'Angelo dei Lombardi-Conza-Nusco-Bisaccia; succede a Mario Milano, precedentemente nominato arcivescovo, titolo personale, di Aversa. Il 20 marzo successivo riceve l'ordinazione episcopale dall'arcivescovo Vittorio Luigi Mondello, co-consacranti gli arcivescovi Serafino Sprovieri e Mario Milano. Il 1º maggio prende possesso dell'arcidiocesi.
Qui apre diverse case di accoglienza per tossicodipendenti e donne in difficoltà. Porta a termine la ricostruzione degli edifici di culto chiusi in seguito al terremoto dell'Irpinia del 1980. Vuole fortemente e promuove il restauro dell'abbazia medievale del Goleto. Si dedica al rinnovamento della realtà ecclesiale e sociale della diocesi. Intraprende una dura battaglia morale contro le tossicodipendenze (i cosiddetti "corrieri di morte") e l'usura. Qui indice e celebra il primo sinodo diocesano dei giovani.
È anche membro della Commissione per i problemi sociali e il lavoro, la giustizia e la pace della Conferenza episcopale italiana.

#### Arcivescovo metropolita di Cosenza-Bisignano
Il 18 dicembre 2004 papa Giovanni Paolo II lo nomina arcivescovo metropolita di Cosenza-Bisignano; succede a Giuseppe Agostino, dimessosi per raggiunti limiti di età. Il 26 febbraio 2005 prende possesso dell'arcidiocesi, nella cattedrale di Cosenza. Il 29 giugno riceve il pallio, nella basilica di San Pietro in Vaticano, da papa Benedetto XVI.
Il 10 agosto 2010 papa Benedetto XVI lo nomina amministratore apostolico, sede vacante et ad nutum Sanctae Sedis, dell'eparchia di Lungro dopo le dimissioni dell'eparca Ercole Lupinacci; mantiene l'incarico fino al 1º luglio 2012, giorno della chirotonia episcopale del nuovo eparca di Lungro Donato Oliverio.
È consigliere d'amministrazione della Fondazione San Francesco d'Assisi e Santa Caterina da Siena della Conferenza episcopale italiana.
L'11 ottobre 2011 è eletto vicepresidente della Conferenza episcopale calabra e il 7 ottobre 2013 ne diviene presidente.
Il 15 maggio 2015 papa Francesco accoglie la sua rinuncia al governo pastorale dell'arcidiocesi di Cosenza-Bisignano, presentata per raggiunti limiti di età; gli succede Francescantonio Nolè, fino ad allora vescovo di Tursi-Lagonegro. Rimane amministratore apostolico dell'arcidiocesi fino all'ingresso del successore, avvenuto il 4 luglio seguente.

## Genealogia episcopale e successione apostolica
La genealogia episcopale è:
- Cardinale Scipione Rebiba
- Cardinale Giulio Antonio Santori
- Cardinale Girolamo Bernerio, O.P.
- Arcivescovo Galeazzo Sanvitale
- Cardinale Ludovico Ludovisi
- Cardinale Luigi Caetani
- Cardinale Ulderico Carpegna
- Cardinale Paluzzo Paluzzi Altieri degli Albertoni
- Papa Benedetto XIII
- Papa Benedetto XIV
- Papa Clemente XIII
- Cardinale Marcantonio Colonna
- Cardinale Giacinto Sigismondo Gerdil, B.
- Cardinale Giulio Maria della Somaglia
- Cardinale Carlo Odescalchi, S.I.
- Cardinale Costantino Patrizi Naro
- Cardinale Lucido Maria Parocchi
- Papa Pio X
- Cardinale Gaetano De Lai
- Cardinale Raffaele Carlo Rossi, O.C.D.
- Cardinale Amleto Giovanni Cicognani
- Cardinale Salvatore Pappalardo
- Arcivescovo Vittorio Luigi Mondello
- Arcivescovo Salvatore Nunnari

La successione apostolica è:
- Vescovo Leonardo Bonanno (2011)

## Onorificenze
- È insignito di alcune cittadinanze onorarie in Irpinia ed in Calabria.
- Riceve numerosi premi (si ricordano "Brutium", "Seminatore di speranza") per l'impegno sociale, culturale ed ecclesiale.

## Pubblicazioni
Oltre a numerose prefazioni, Lettere pastorali e saggi di etica applicata ha pubblicato i volumi:
- Pensieri sparsi, ed. Costruiamo insieme la comunità, Reggio Calabria, 2000
- Scelta e condivisione, Rubbettino, Soveria Mannelli, 2005